# Monthly Shōnen Champion
Monthly Shōnen Champion (月刊少年チャンピオン, Gekkan Shōnen Champion) est un magazine de prépublication de mangas mensuel de type shōnen édité par Akita Shoten depuis mars 1970,.